# 丕平縣 (威斯康辛州)
丕平县（英語：Pepin County）是位於美国威斯康辛州西北部的一個縣，西南角與明尼蘇達州以密西西比河為界，面積644平方公里。根據2020年美國人口普查統計，共有人口7,318人。县治杜蘭德（Durand）。該縣成立於1858年2月25日，縣名來自丕平湖，湖名可能紀念查理曼大帝的父親矮子丕平、一位法国骑士或幾位早期殖民者。